# Senegal-Schirrantilope
Die Senegal-Schirrantilope (Tragelaphus scriptus) ist eine mittelgroße afrikanische Antilopenart aus dem Artenkomplex der Buschböcke. Sie ist im westlichen Afrika vom äußersten Süden Mauretaniens über Senegal, Gambia, Guinea-Bissau, Guinea und Sierra Leone bis in den Westen von Liberia verbreitet.

## Merkmale

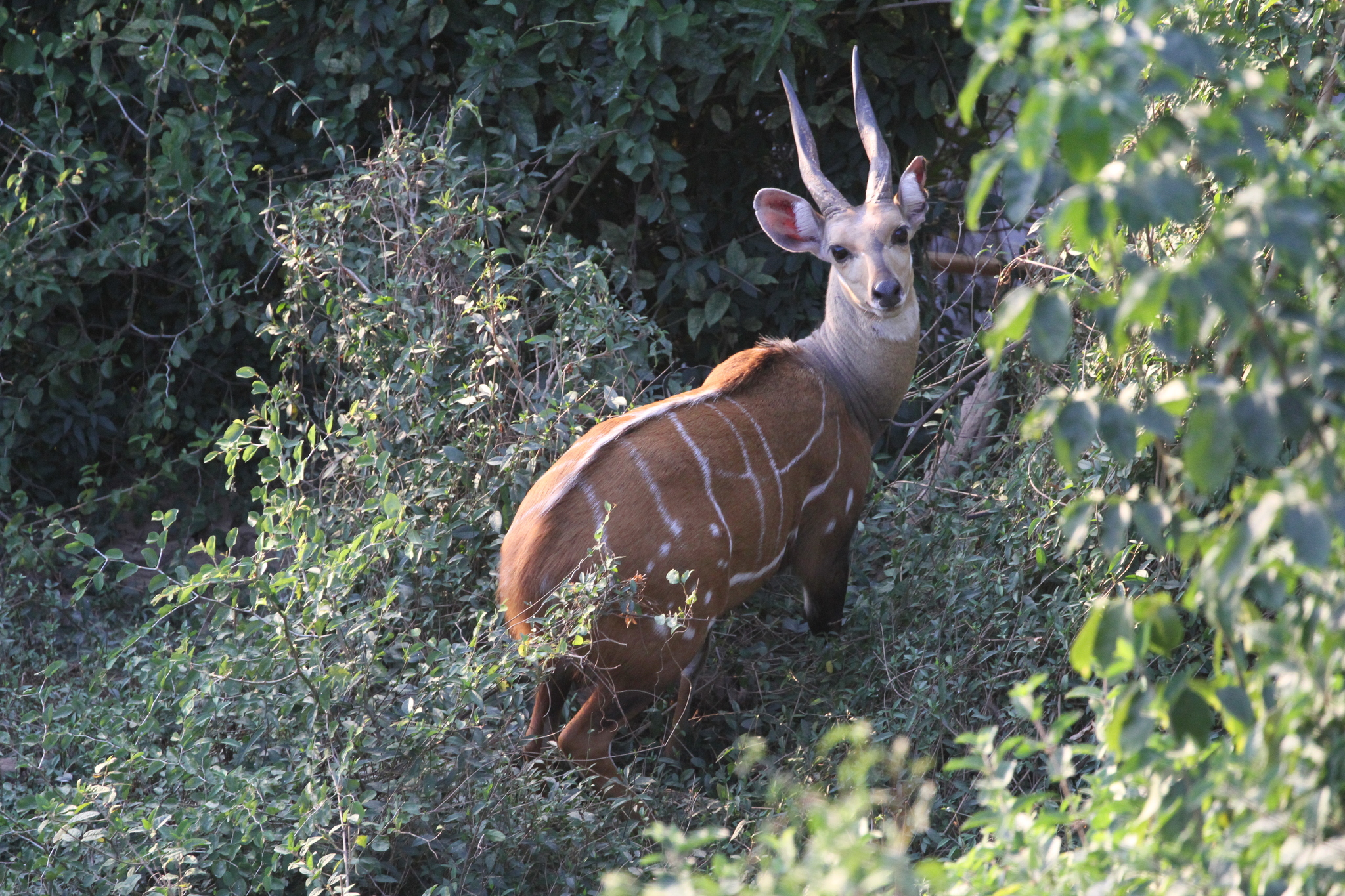
Männchen der Senegal-Schirrantilope

Das Verbreitungsgebiet der Senegal-Schirrantilope im westlichen Afrika

Wie alle Buschböcke ist die Senegal-Schirrantilope eine mittelgroße Antilope, die einen deutlichen Geschlechtsdimorphismus zeigt. Die folgenden Maßangaben gelten für alle Buschböcke. Genauere Angaben für die Senegal-Schirrantilope liegen bis jetzt nicht vor. Die Kopf-Rumpf-Länge der Männchen liegt bei 117 bis 145 Zentimeter, ihre Schulterhöhe beträgt 64 bis 100 Zentimeter und sie wiegen ca. 40 bis 80 kg. Weibchen sind 61 bis 85 Zentimeter lang, die Schulterhöhe liegt bei 61 bis 85 Zentimeter und sie werden 24 bis 60 kg schwer. Im Durchschnitt liegt das Gewicht der Männchen bei 160 % des Gewichts der weiblichen Exemplare. Der Schwanz der Tiere ist 19 bis 24 Zentimeter lang. Die Männchen der Senegal-Schirrantilope sind rötlich-braun gefärbt, die Weibchen sind heller. Auf den Körperseiten befinden sich 3 bis 10 weiße Querstreifen, ein oberer und ein unterer weißer Längsstreifen und ein Kreis weißer Flecken an der Hüfte und auf dem Oberschenkel. Das Fell ist bei beiden Geschlechtern relativ lang. Entlang der Rückenmittellinie verläuft ein kammartiger, weißer Haarstreifen. Auch die Kehle ist weiß. Der Schwanz ist relativ kurz, langhaarig und buschig. Die Oberseite hat die gleiche Farbe wie der Rücken, die Unterseite ist weiß und die Spitze in den meisten Fällen schwarz. Ohren und Augen sind relativ groß. Die Hinterbeine sind etwas länger als die Vorderbeine. Nur die Männchen besitzen Hörner. Diese sind fast gerade, gekielt und spiralig gewunden, aber normalerweise nur mit einer Windung. Die durchschnittliche Hornlänge liegt bei 23 Zentimeter. Leistendrüsen sind vorhanden. Sie befinden sich vor den Milchdrüsen. Männliche Schirrantilopen haben 33 diploide Chromosomen, weibliche 34.
Die Zahnformel lautet: {\displaystyle {\frac {0.0.3.3}{3.1.3.3}}}.

## Lebensraum und Lebensweise
Die Senegal-Schirrantilope lebt relativ versteckt und ist nur schwer zu beobachten. Ihr Lebensraum wird von einem tropischen Laubwald-Savannen-Mosaik bestimmt, wobei sich die Tiere vor allem in der Nähe von Wasserläufen aufhalten. Dies kann jedoch darauf zurückzuführen sein, dass dichte Vegetation nur in der Nähe von Gewässern vorkommt. Sie ist vor allem dämmerungs- und nachtaktiv und verbringt den größten Teil des Tages versteckt zwischen Vegetation. Senegal-Schirrantilopen sind reine Pflanzenfresser und ernähren sich von den Blättern von Sträuchern, Hülsenfrüchten und krautigen Pflanzen sowie von frisch sprießenden Gräsern. Sie fressen nachts auch Feldfrüchte und gelten deshalb als Schädlinge für die Landwirtschaft. Über ihr Fortpflanzungsverhalten liegen keine Angaben vor.

## Systematik

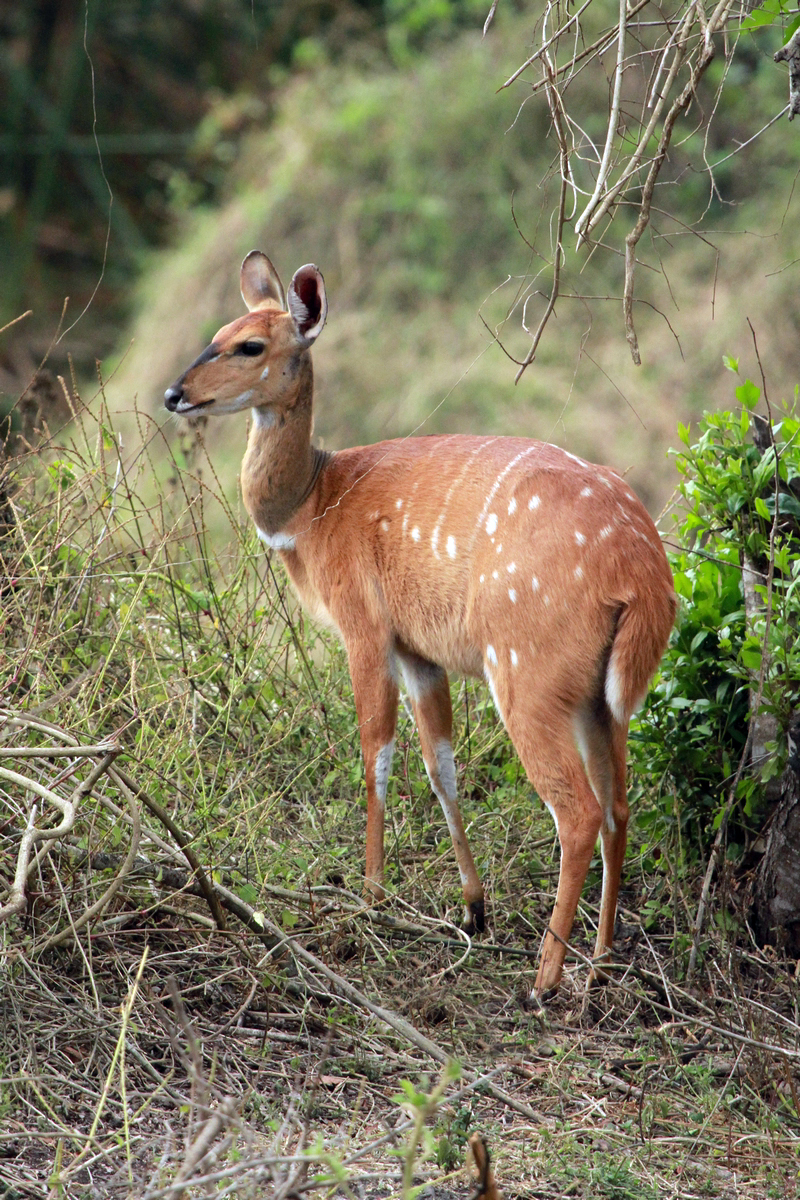
Sudan-Schirrantilope (T. bor)

Die Senegal-Schirrantilope wurde 1766 durch den deutschen Naturforscher Peter Simon Pallas unter der Bezeichnung Antilope scripta erstmals wissenschaftlich beschrieben. Die Gattung Tragelaphus wurde 1816 durch den französischen Zoologen Henri de Blainville eingeführt. In der Familie der	Hornträger (Bovidae) gehört sie zur Unterfamilie Bovinae und der Tribus Tragelaphini.
Bis zur Revision der Hornträger im Jahr 2011 durch Colin Groves und Peter Grubb war die Senegal-Schirrantilope nur eine Unterart des Buschbocks (Tragelaphus scriptus). Groves und Grubb erhoben alle acht Unterarten des Buschbocks zu eigenständigen Arten und fassten diese zu zwei Artengruppen zusammen, die Tragelaphus sylvaticus-Gruppe in Ostafrika, dem südlichen Afrika und Angola und die Tragelaphus scriptus-Gruppe in Westafrika, Zentralafrika und Teilen des Kongobeckens. Außer der Senegal-Schirrantilope gehören zur Tragelaphus scriptus-Gruppe die Sudan-Schirrantilope (T. bor) im östlichen Zentralafrika, die Äthiopien-Schirrantilope (T. decula) in Äthiopien und die Kongo-Schirrantilope (T. phaleratus) in Westafrika und im nordwestlichen Kongobecken. In einer 2018 veröffentlichten Studie über die Phylogenie der Tragelaphini wurde die Tragelaphus scriptus-Gruppe in drei Kladen unterteilt, wobei die DNA-Proben der Klade Sc1 im Verbreitungsgebiet der Senegal-Schirrantilope, die der Klade Sc3 im Verbreitungsgebiet der Kongo-Schirrantilope und die Proben für die Klade Sc2 im Verbreitungsgebiet von Sudan- und Äthiopien-Schirrantilope gesammelt wurden.

## Gefährdung
Die IUCN unterscheidet nicht zwischen den verschiedenen Arten der Buschböcke, hält den Artenschwarm aber für ungefährdet. 1990 wurde der Bestand der Senegal-Schirrantilope in den Schutzgebieten des Senegals auf mehr als 50.000 Exemplare geschätzt.